# 26906 Rubidia
26906 Rubidia è un asteroide della fascia principale. Scoperto nel 1996, presenta un'orbita caratterizzata da un semiasse maggiore pari a 2,5631301 UA e da un'eccentricità di 0,2231072, inclinata di 15,36654° rispetto all'eclittica.